# Il gigante annegato
Il gigante annegato (The Terminal Beach) è una raccolta di racconti di fantascienza dello scrittore britannico J. G. Ballard, pubblicata per la prima volta nel 1964 a Londra. Tanto l'edizione originale in lingua inglese, quanto quella in italiano, prendono il nome da due diversi racconti contenuti nella raccolta.

## Storia editoriale
L'edizione londinese, pubblicata nel 1964 con il titolo The Terminal Beach, era stata preceduta di pochi mesi dalla pubblicazione della raccolta statunitense intitolata Terminal Beach, che tuttavia ha con l'edizione britannica solo due racconti in comune.
I racconti comprendono temi ricorrenti per Ballard, successivamente sviluppati in opere di più ampio respiro: ad esempio la spiaggia, scenario del racconto che dà il titolo alla versione italiana della raccolta, Il gigante annegato, è un elemento presente in almeno altri venticinque racconti dell'autore, oppure l'ambiente claustrofobico delle città, tema sviluppato nel racconti Per piccina che... che poi si ritroverà quale topos narrativo dei romanzi L'isola di cemento e Condominium.

## Racconti
La raccolta comprende dodici racconti, tutti originariamente pubblicati tra il 1961 e il 1964.

### L'astronauta scomparso
Il racconto lungo, dal titolo originale A Question of Re-Entry, è stato pubblicato per la prima volta nel numero di marzo 1963 della rivista Fantastic. In Italia è stato pubblicato per la prima volta nel febbraio 1965 nella raccolta Essi ci guardano dalle torri nella collana Urania. Nel 2004 il racconto è stato incluso nell'antologia di Ballard Tutti i racconti 1963 - 1968 con il titolo Un problema di rientro.
Trama
Dopo molti infruttuosi tentativi, il primo raggiunge la Luna con l'astronave Goliath 7. Il rientro nell'atmosfera, tuttavia, avviene con imprecisione e la capsula spaziale e il suo unico occupante, il colonnello pilota Spender, si perdono nella foresta amazzonica. Le ricerche non hanno successo e si protraggono per anni: cinque anni dopo, nel marzo del 1978, il tenente Connolly viene inviato dal "Dipartimento Spaziele delle Nazioni Unite" in una zona dell'Orinoco, tra il Lago Maracaibo e Brasilia per l'ennesima missione di ricerca. Si imbarca sul battello comandato da Pereira, impiegato in un progetto di protezione degli indigeni. Il gruppo prende contatto con Ryker, un occidentale che da dodici anni vive con gli indigeni che esclude che la capsula possa essere precipitata in quella zona. L'insistenza di Connelly lo porterà a scoprire che la Goliath 7 è precipitata lì cinque anni prima ma che il suo occupante è stato ucciso ritualmente dagli indigeni, assoggettati a un culto del cargo professato dallo stesso Ryker che sfrutta la loro credulità per mantenere il potere su di loro.

### Il gigante annegato
Il racconto, dal titolo originale The Drowned Giant, 1964 è stato pubblicato anche con il titolo Souvenir nel numero di maggio 1965 di Playboy, candidato al Premio Nebula per il miglior racconto nel 1966. In Italia il racconto è stato pubblicato per la prima volta nel febbraio 1968 sulla rivista Gamma con il titolo Morte sulla spiaggia.
Il racconto è stato trasposto in un episodio della serie televisiva d'animazione Love, Death & Robots (seconda stagione).
TramaIn riva al mare viene rinvenuto il cadavere di un gigante spiaggiato. Il suo mistero non viene investigato e il suo corpo in breve tempo smembrato dai curiosi in cerca di souvenir.

### L'ultima mossa
Il racconto, dal titolo originale End-game, è stato pubblicato per la prima volta nel numero di giugno 1963 della rivista New Worlds. In Italia è stato pubblicato per la prima volta nel 1978 in questa raccolta e ri-pubblicato nel 2004 con il titolo Finale di partita nell'antologia di Ballard Tutti i racconti 1963 - 1968
Trama
In un paese governato da un regime totalitario, Constantin viene arrestato con accuse vaghe e condannato a morte. In attesa dell'esecuzione viene tenuto isolato in un appartamento e posto sotto la sorveglianza del suo carnefice, Malek, un uomo apparentemente di poca cultura. Nell'attesa dell'esecuzione, la cui data è stata fissata ma che volutamente viene nascosta a Constantin, i due passano il tempo giocando a scacchi. La bravura di Malek è insuperabile e man mano si rivela essere meno sprovveduto di quanto Constantin avesse creduto. Quest'ultimo tenta di convincere con ogni tipo di ragionamento Malek della sua innocenza e quindi di adoperarsi verso le autorità per riesaminare il suo caso. Malek è intransigente e dà esecuzione alla sentenza di morte.

### L'uomo luminoso
Il racconto, dal titolo originale The illuminated Man, è stato pubblicato per la prima volta nel numero di maggio 1964 della rivista Fantasy and Science Fiction, successivamente rielaborato e inserito all'interno del romanzo Foresta di cristallo (The Crystal World, 1966).
Trama
Uno strano fenomeno naturale si sta diffondendo nel mondo: a partire dalla vegetazione che si ricopre di concrezioni cristalline. Il fenomeno, denominato "Effetto Hubble" in Occidente e "Sindrome di Lisenko" in Russia, ha completamente infestato il Madagascar, in Bielorussia e in Florida. Una spedizione di studio è stata inviata dal Governo statunitense nelle Everglades per studiare il fenomeno. Catapultato in un ambiente straniante, il protagonista, "James B." si rende conto che tutto il paesaggio e anche le forme viventi si stanno ricoprendo di cristalli in quello che è diventato un ambiente alieno e fiabesco. L'ineluttabilità del fenomeno si rende evidente agli occhi del protagonista.

### La spiaggia
Il racconto, dal titolo The Reptile Enclosure, è stato pubblicato per la prima volta nel numero di marzo 1963 della rivista Amazing Stories, con il titolo originale The Sherrington Theory. In Italia è stato pubblicato per la prima volta nel maggio 1968 nella raccolta Gli scultori di nuvole nella collana Urania con il titolo La spiaggia. Nel 2004 il racconto è stato incluso nell'antologia di Ballard Tutti i racconti 1963 - 1968 con il titolo Il rettilario.
Trama
Roger Pelham è uno scienziato universitario e, con la moglie Mildred, sta trascorrendo una giornata al mare, nello stesso giorno in cui è previsto il lancio di un nuovo satellite artificiale, l'Eco XXII. Da una terrazza scruta la spiaggia in basso, gremita da decina di migliaia di persone, accalcate sotto il sole. Stranamente, nonostante il caldo, nessuno è in acqua. Una sensazione di disagio crescente permea l'atmosfera: man mano che il tempo passa, il vociare della folla si trasforma in brusio, fino a cessare del tutto, come se la gente fosse in attesa di qualcosa. Improvvisamente l'attenzione di alcuni gruppi si rivolge verso il mare. La folla inizia ad accalcarsi sul bagnasciuga. Roger, dalla terrazza non capisce cosa stia succedendo, fino a quando non ricorda la teoria del suo collega scienziato Charles Sherrington, ossia che i satelliti sarebbero in grado di rifrangere verso la Terra una particolare frequenza di radiazioni luminose capaci di scatenare nell'uomo reazioni anomale legate a paure ancestrali. La folla inizia a entrare in acqua, allontanandosi sempre più dalla riva.

### Il delta al tramonto
Il racconto, dal titolo originale The Delta at Sunset, è stato pubblicato per la prima volta in questa raccolta nel 1964. In Italia è stato pubblicato per la prima volta nel maggio 1968 nella raccolta Gli scultori di nuvole nella collana Urania.
Trama
L'archeologo Charles Gifford è impegnato in uno scavo in un insediamento tolteco in Messico quando un banale incidente a un piede lo costringe all'immobilità. Nell'attesa che dal più vicino villaggio, a settanta chilometri di distanza, un medico giunga a curarlo, la ferita si infetta e la febbre lo assale. La malattia acuisce la sua misantropia: Charles tratta con disprezzo tanto la moglie Louise, quanto l'assistente Richard Lowry. Il tempo passa e nell'afa pomeridiana Charles trascorre il tempo febbricitante, osservando con curiosità le centinaia di serpenti che, al tramonto, risalgono dal fiume fin sulla riva. Il tempo passa e ogni interesse di Charles verso gli scavi si affievolisce; l'uomo è indifferente anche al tradimento della moglie con Lowry. Quando oramai è certo che il medico non arriverà più, Louise tenta invano di convincere il marito a intraprendere un viaggio verso il villaggio. Charles rifiuta volendo solo rimanere ad osservare il nugolo di serpenti che ogni sera aumentano sempre di più. Louise e Lowry confessano a Charles che i serpenti non esistono e che sono solo frutto di visioni causate dalla malattia.

### Terminal
Il racconto, dal titolo originale The Terminal Beach, è stato pubblicato per la prima volta nel numero di marzo 1964 della rivista New Worlds. In Italia il racconto è stato pubblicato per la prima volta in questa raccolta con il titolo Terminal, ri-pubblicato nel 2004 nell'antologia di Ballard Tutti i racconti 1963 - 1968 con il titolo La spiaggia terminale.
Trama
Dopo la morte della moglie Judith e del figlio David in un incidente d'auto, Traven si allontana dal mondo raggiungendo l'isola di Eniwetok, teatro, cinque anni prima, di test nucleari. L'uomo passa il tempo esplorando l'isola disabitata e le installazioni in cemento armato, erette come bersagli dei test. Si perde più volte in un labirinto composto da migliaia di cubi di cemento disposti a raggiera e, nutrendosi solo di cibo in scatola, recuperato nelle carcasse di B-29 e nelle casematte, si ammala di beriberi. Viene salvato e curato dallo scienziato Osborne, arrivato sull'isola con un Cessna per proseguire delle ricerche già iniziate sulle mutazioni causate dalla radioattività sulle forme di vita dell'isola. Accompagna il biologo la pilota dell'aereo che, venuta a conoscenza della tragedia vissuta da Traven e del fatto che l'uomo ha iniziato ad avere delle visioni del figlio e della moglie che gli appaiono in lontananza, lo aiuta a nascondersi. Osborne, dovendo lasciare l'isola e non riuscendo più a trovare Traven, chiama via radio i soccorsi che giungono dopo alcuni giorni. Da barca della Marina sbarcano alcuni militari che iniziano, svogliatamente a cercarlo, senza trovarlo. Traven, nascosto tra i manichini abbandonati, che fungevano da bersaglio, assiste alla partenza della squadra di soccorso. Le visioni si ripetono. Traven, febbricitante, trova il corpo di un giapponese giunto anche lui sull'isola, morto da tempo. Le visioni si intensificano e in esse trova posto anche il giapponese. I fantasmi di Judith e di David ritornano sempre più spesso, avvicinandosi ogni giorno di più a Traven.

### L'ultima pozzanghera
Il racconto, dal titolo originale Deep End, è stato pubblicato per la prima volta nel numero di maggio 1961 della rivista New Worlds. In Italia è stato pubblicato per la prima volta nel novembre del 1963 nell'antologia di racconti di Arthur C. Clarke e di J. G. Ballard dal titolo Otto racconti, pubblicata nella collana Urania.
Trama
I mutamenti climatici hanno reso la Terra un deserto inabitabile su cui è scomparsa ogni forma di vita. I pochi terrestri non ancora emigrati su altri pianeti si sono radunati nelle fosse oceaniche dell'Oceano Atlantico, oramai prosciugato. L'acqua della Terra è stata saccheggiata per estrarre ossigeno da inviare alle colonie spaziali mentre l'idrogeno disperso nell'aria dall'elettrolisi dell'acqua ha reso l'atmosfera respirabile solo a bassissima quota. Le molte stazioni spaziali in orbita intorno alla Terra sono state abbandonate e stanno precipitando una ad una. Il ventiduenne Holliday deve decidere se emigrare anche lui, come tutti i giovani hanno oramai fatto o sono in procinto di fare, oppure rimanere sulla Terra con gli anziani residenti, pur sapendo che, tempo dieci anni, rimarrebbe l'unico sopravvissuto su tutto il pianeta. La caduta di una stazione spaziale nell'unico lago paludoso rimasto, nella zona di quelle che erano le Bermuda, mette alla luce uno squalo sopravvissuto. Holliday, giunto sul luogo con un amico, il sessantenne Granger, riesce a salvare l'animale dal soffocamento. Conscio che la vita sulla Terra forse non è scomparsa del tutto, il giovane realizza di non essere pronto a emigrare su Marte, sentendo su di sé la responsabilità di testimoniare l'Uomo e la sua storia. Quando il giorno dopo ritorna nella pozza d'acqua dove aveva lasciato lo squalo, lo trova moribondo, ucciso senza riguardo da alcuni giovani vandali.

### Le danze sul vulcano
Il racconto, dal titolo originale The Volcano Dances, è stato pubblicato per la prima volta in questa raccolta nella lingua originale nel 1964 e in Italia nel 1978.
Trama
Charles Vandervell si è trasferito, in compagnia della signorina Winston, in una casa in Messico, a circa un chilometro dalla cima del vulcano "Tlaxihuatl". L'uomo è affascinato dalla vista del vulcano che è tornato ad essere attivo e ricopre con cenere e lapilli il vicino villaggio. Da giorni uno sciamano si esibisce in una danza rituale con dei bastoni del diavolo tentando di ritardare l'eruzione. Vandervell si rifiuta di abbandonare la casa, nonostante i continui solleciti delle autorità locali e tenta inutilmente di trovare una guida che lo accompagni sulla bocca del cratere. Un giorno la donna si sveglia dal riposo pomeridiano e si accorge che l'uomo si è allontanato verso la cima del vulcano che ha iniziato a eruttare. Anche lo sciamano è scomparso. La donna abbandona la casa e con essa anche Vandervell.

### Per piccina che...
Il racconto, dal titolo originale Billennium, è stato pubblicato per la prima volta nel numero di novembre 1961 della rivista New Worlds.In Italia è stato pubblicato per la prima volta nel novembre del 1963 con il titolo Per piccina che tu sia... nell'antologia di racconti di Arthur C. Clarke e di J. G. Ballard Otto racconti, edita nella collana Urania.Il racconto è stato ri-pubblicato nel 1968 con il titolo C'è posto per tutti nella raccolta Il Dio del 36º piano. Storie del futuro prossimo edito nella collana Oscar Mondadori. Nel 1978, nella raccolta Il gigante annegato, il titolo del racconto è diventato Per piccina che... per poi prendere, nel 1981 all'interno del VIII volume della Grande Enciclopedia della Fantascienza, il titolo Il Duemila; sempre nel 1981 è stato pubblicato con il titolo AAA Affittasi ripostiglio per scope nell'antologia Immaginatevi e, nel 2003, è stato tradotto con il titolo Billennio nella raccolta di opere brevi di Ballard Tutti i racconti 1956 - 1962.
Trama
La popolazione mondiale cresce al ritmo di ottocentomila persone l'anno e la città dove John Ward vive e lavora conta trenta milioni di abitanti. Ward risiede in un minuscolo sottoscala ampio circa quattro metri e settantacinque centimetri quadrati, poche decine di centimetri in più dello standard abitativo. In tutti gli edifici delle città, infatti, sono stati ricavati dei cubicoli che vengono occupati anche da più persone contemporaneamente. Anche i ripostigli vengono affittati e lo spazio abitativo è oramai esaurito, tanto che il Governo sta pensando di ridurre lo spazio standard per singolo abitante a tre metri quadrati e mezzo. Ward viene sfrattato dal proprietario del sottoscala e si trasferisce con un collega, Henry Rossiter, in uno stanzino in un palazzo decadente. Grande è la sorpresa dei due quando scoprono, dietro ad un tramezzo, una stanza dimenticata. I due, di nascosto, si trasferiscono nel nuovo locale che trovano incredibilmente ampio. Tuttavia, pochi giorni dopo, venuti a sapere dello sfratto di due loro colleghe di lavoro,  Helen e Judith, le invitano ad abitare nella nuova stanza. Il locale viene suddiviso con tramrezzi per alloggiare le due donne. Anche l'anziana zia di Judith viene accettata nell'alloggio segreto. Pochi giorni dopo Helen chiede ai due uomini di poter invitare la madre ammalata a risiedere con loro. I due accettano ma la stanza deve essere ulteriormente suddivisa elimnando alcuni dei mobili che decoravano il locale e che adesso sono un inutile lusso. Anche il padre e la zia di Helen si aggiungono agli inquilini. La stanza oramai è troppo stretta per tutti e alcuni traslocano mentre altri subaffittano ulteriormente il loro loculo. Ward pensa con rimpianto allo spazio perso.

### La Gioconda del crepuscolo di mezzogiorno
Il racconto, dal titolo originale The Gioconda of the Twilight Noon è stato pubblicato per la prima volta in questa raccolta nel 1964. In Italia è stato pubblicato nel 2004 nell'antologia di Ballard Tutti i racconti 1963 - 1968 con il titolo La Gioconda del crepuscolo a mezzogiorno.
Trama
Richard Maitland, dopo un'infezione agli occhi, trascorre la convalesecnza nella casa di campagna della madre, accudito dalla moglie Judith. La cura prevede che eviti la luce per alcune settimane; una benda sugli occhi gli impedisce di vedere. Richard ha affrontato la forzosa cecità senza troppi problemi ma ora, a pochi giorni dalla rimozione della benda, alcune visioni ricorrenti gli fanno credere di trovarsi in un paesaggio sconosciuto, simile agli sfondi dei quadri di Leonardo. L'uomo è attratto da tali esperienze e si muove con curiosità e attrazione in quel mondo misterioso. Richard teme che, riacquistata la vista, le visioni spariranno. Il dottor Phillips, che lo ha in cura, classifica tali esperienze come illusioni ipnagogiche ma, preoccupato per gli strani comportamenti del suo paziente, rimuove le bende con alcuni giorni di anticipo, incurante delle sue proteste. Dopo poche ore Judith ode il marito urlare e, accorsa, lo trova con le mani e gli occhi coperti di sangue. Richard si è cavato gli occhi pur di poter continuare a vedere le illusioni.

### Il Leonardo scomparso
Il racconto, dal titolo originale The Lost Leonard, è stato pubblicato per la prima volta nel numero di marzo 1964 della rivista Fantasy and Science Fiction.. Anche in Italia il racconto è stato pubblicato per la prima volta in questa raccolta, Il gigante annegato.
Trama
Il 19 aprile 1965 dal Museo del Louvre viene sottratto il dipinto di Leonardo da Vinci la Crocifissione da poco restaurata. La polizia brancola nel buio e tutte le ricerche condotte dall'Interpol danno esito negativo. Georg de Stael, mercante d'arte, continua per mesi a indagare per conto proprio sulla scomparsa del "Leonardo" e su quello che tutti definiscono come "furto impossibile". L'uomo associa il furto con altre analoghe sottrazioni di dipinti raffiguranti la crocifissione di Cristo e nelle foto di tutti i quadri nota rappresentato un uomo in nero e con il volto barbuto e segaligno: l'Ebreo errante. Dal raffronto delle immagini del Leonardo prima e dopo il restauro, nota che la figura è stata modificata: il dipinto di Leonardo rappresentava l'uomo rivolgersi sprezzante verso Cristo ma per secoli era stato sovrapposto con un'immagine più dolente. La ripulitura ha riportato alla luce l'impietosa descrizione dell'uomo voluta da Leonardo. Georg immagina che l'Ebreo errante abbia voluto, nel corso degli anni e con l'aiuto di poteri sovrannaturali, cancellare dalla Storia le sue colpe e lasciare ai posteri un'immagine di sé più pietosa. George riconosce nella figura dipinta un ricco collezionista che da anni frequenta le aste antiquarie. Con l'aiuto della polizia ordisce una trappola cui l'uomo sfugge. L'Interpol fa irruzione nella sua villa a Barcellona ma la trova vuota, ad esclusione del Leonardo rubato, nel quale la figura dell'Ebreo errante era stata ridipinta.

## Edizioni
- (EN) J. G. Ballard, The Terminal Beach, 1ª ed., Londra, Gollancz, 1964,  p. 221.
- J. G. Ballard, Il gigante annegato, traduzione di Beata Della Frattina, Urania, n. 764, Milano, Mondadori, 1978,  p. 192.
- (DE) J. G. Ballard, Billennium, Phantastische Bibliothek, n. 96, Francoforte, Suhrkamp, 1982,  p. 234, ISBN 978-3-518-37396-5.
- (ES) J. G. Ballard, Playa terminal, traduzione di Marcial Souto, Carlos Gardini, Aurora Bernárdez, Francisco Abelenda, Alberto Vanasco, Minotauro, 1987,  p. 292, ISBN 978-84-450-7066-6.
- (FR) J. G. Ballard, La plage ultime, J'ai Lu Science Fiction, n. 2859, Parigi, J'ai Lu, 1990,  p. 254, ISBN 978-2-277-22859-2.